# Chesapeake Ranch Estates-Drum Point
Chesapeake Ranch Estates-Drum Point é uma Região censo-designada localizada no estado americano de Maryland, no Condado de Calvert.

## Demografia
Segundo o censo americano de 2000, a sua população era de 11.503 habitantes.

## Geografia
De acordo com o United States Census Bureau tem uma área de
16,5 km², dos quais 15,6 km² cobertos por terra e 0,9 km² cobertos por água.

## Localidades na vizinhança
O diagrama seguinte representa as localidades num raio de 16 km ao redor de Chesapeake Ranch Estates-Drum Point.